# 埃谢兹河
埃谢兹河（法語：Échez，法語發音：[eʃɛs]）是法国奥克西塔尼大区上比利牛斯省的河流，是阿杜尔河的左支流，长64.1千米，发源自乌苏埃河畔热尔姆，于莫布尔盖流入阿杜尔河。